# Castello di Cicala
Das Castello di Cicala, auch Castelcicala oder Castel Cicala genannt, ist eine Burg aus dem 5. Jahrhundert in Nola in der italienischen Region Kampanien.

## Geschichte
Es gibt keine sicheren Quellen über den Ursprung des Castello di Cicala, dessen Name aus dem griechischen gea calos (dt.: schönes Land) abgeleitet ist: Einigen Geschichtswissenschaftlern zufolge wurde sie 460 von den Bürgern von Nola errichtet, nachdem die darunter liegende Stadt von den Vandalen unter Geiserich verwüstet worden war. Andere wiederum behaupten, dass sie im Hochmittelalter von den Langobarden erbaut wurde, genauer von den Prinzen von Benevent.
Im Jahre 934 wurde die Burg in einem Dokument, das in der Territorialabtei Montevergine aufbewahrt wird, als teilweise zerstört beschrieben: Sie wurde im 11. und 12. Jahrhundert unter den Normannen restauriert, vielleicht auch auf Betreiben von Roger II. In dieser Zeit wurde sich mit einem Mauerring umgeben und war zwischen 1130 und 1140 eine der Basen zur Belagerung von Neapel. 1269 wurde die Grafschaft Nola, zu der auch die Burg gehörte, von König Karl I. an Guy de Montfort verlehnt und erlebte eine Zeit des Niedergangs. Später wurde sie zum Lehen der Familie Orsini, die die Burg etwa zwei Jahrhunderte lang, bis 1532, behielten, auch wenn sie von ihr nur wenig genutzt und einem Kastellan überlassen wurde. 1534 verlehnte sie Kaiser Karl V. an Francesca Monbel; sie fiel aber bald an die Orsinis zurück, genauer im Jahre 1546 an Raimondo Orsini.
Der Familie Albertini gehörte das Castello di Cicala in der zweiten Hälfte des 16. Jahrhunderts, wogegen es im 17. Jahrhundert an verschiedene Herren verkauft wurde, darunter 1640 Władysław IV. Wasa, König von Polen. 1660 fiel es an die Familie Ruffo, die dort bis zur Einigung Italiens wohnten. Später ging die Burg an die Grafen Sallier de la Tour, die sie dem Kapuzinerorden stifteten.

## Beschreibung
Die Burg liegt auf dem Gipfel des gleichnamigen Hügels. Erhalten ist die Umfassungsmauer, auf die man über verschiedene Steintreppen gelangt. Innerhalb der Mauer ist ein Hof erhalten, während die Säle restauriert wurden und heute für Veranstaltungen genutzt werden.